# El hermano Juan o el mundo es teatro
El hermano Juan o el mundo es teatro es una obra de teatro de Miguel de Unamuno, escrita en 1929, publicada en 1934 y estrenada en 1954. Calificada por el autor como Vieja Comedia Nueva.

## Argumento
La obra retoma el mito de Don Juan, pero desde otra perspectiva: La vejez del mito. Don Juan, arrepentido de sus desmanes amorosos, que visto en perspectiva no le han producido una vida gratificante y han provocado las desgracias de muchas mujeres, se recluye en un convento y, desde allí intenta recomponer la vida de las damas a las que ha provocado tanto dolor.